# Thinking Machines Lab
Thinking Machines Lab Inc és una startup americana d'intel·ligència artificial (IA) dirigida per Mira Murati, l'exdirectora de tecnologia d'OpenAI. L'empresa es va fundar el febrer de 2025 i, al juliol, ja havia tancat una "ronda de finançament inicial de grans dimensions" liderada per Andreessen Horowitz, recaptant 2.000 milions de dòlars amb una valoració total de 12.000 milions de dòlars d'inversors com Nvidia, AMD, Cisco i Jane Street. L'empresa té la seu a San Francisco i està estructurada com una corporació de benefici públic.

## Història
Quan es va llançar el febrer del 2025, es va informar que Thinking Machines Lab havia contractat uns 30 investigadors i enginyers de competidors com OpenAI, Meta AI i Mistral AI. Entre els membres del seu equip fundador hi ha el cofundador d'OpenAI, John Schulman, que es va incorporar després d'una breu etapa al competidor del laboratori, Anthropic. Altres antics empleats d'OpenAI que han estat contractats inclouen Jonathan Lachman i Barret Zoph. Entre els assessors de Thinking Machines Lab hi ha Bob McGrew, anteriorment director d'investigació d'OpenAI, i Alec Radford, que va ser investigador principal d'OpenAI.

## Estructura empresarial
Thinking Machines Lab atorga a Mira Murati un vot decisiu en assumptes del consell, ponderat per proporcionar-li una majoritat de capacitat de presa de decisions. A més, els accionistes fundadors tenen vots ponderats 100 vegades més que els dels accionistes habituals.
El juliol de 2025, es va informar que Andreessen Horowitz havia liderat la ronda de finançament inicial de l'empresa, recaptant "uns 2.000 milions de dòlars amb una valoració de 12.000 milions de dòlars". El govern d'Albània (país d'origen de Murati) també es va incloure en aquesta ronda, fent una inversió de 10 milions de dòlars que va requerir una esmena al pressupost del país per al 2025.